# Arial Mendy
Arial Benabent Mendy (Ziguinchor, 7 novembre 1994) è un calciatore senegalese, difensore del Beitar Gerusalemme.

## Carriera

### Club
Ha giocato nella seconda divisione francese e nella prima divisione dei campionati senegalese, svizzero e francese.

### Nazionale
Nel 2017 ha esordito in nazionale.

## Statistiche

### Cronologia presenze e reti in nazionale
| Cronologia completa delle presenze e delle reti in nazionale ― Senegal | Cronologia completa delle presenze e delle reti in nazionale ― Senegal | Cronologia completa delle presenze e delle reti in nazionale ― Senegal | Cronologia completa delle presenze e delle reti in nazionale ― Senegal | Cronologia completa delle presenze e delle reti in nazionale ― Senegal | Cronologia completa delle presenze e delle reti in nazionale ― Senegal | Cronologia completa delle presenze e delle reti in nazionale ― Senegal | Cronologia completa delle presenze e delle reti in nazionale ― Senegal |
| Data                                                                   | Città                                                                  | In casa                                                                | Risultato                                                              | Ospiti                                                                 | Competizione                                                           | Reti                                                                   | Note                                                                   |
| ---------------------------------------------------------------------- | ---------------------------------------------------------------------- | ---------------------------------------------------------------------- | ---------------------------------------------------------------------- | ---------------------------------------------------------------------- | ---------------------------------------------------------------------- | ---------------------------------------------------------------------- | ---------------------------------------------------------------------- |
| 15-7-2017                                                              | Freetown                                                               | Sierra Leone                                                           | 1 – 1                                                                  | Senegal                                                                | Qual. Campionato delle Nazioni Africane 2018                           | -                                                                      |                                                                        |
| 22-7-2017                                                              | Dakar                                                                  | Senegal                                                                | 3 – 1                                                                  | Sierra Leone                                                           | Qual. Campionato delle Nazioni Africane 2018                           | -                                                                      |                                                                        |
| 6-8-2017                                                               | Dakar                                                                  | Senegal                                                                | 1 – 1                                                                  | Mali                                                                   | Amichevole                                                             | -                                                                      |                                                                        |
| 15-8-2017                                                              | Dakar                                                                  | Senegal                                                                | 3 – 1                                                                  | Guinea                                                                 | Qual. Campionato delle Nazioni Africane 2018                           | -                                                                      | 59’                                                                    |
| 23-8-2017                                                              | Conakry                                                                | Guinea                                                                 | 5 – 0                                                                  | Senegal                                                                | Qual. Campionato delle Nazioni Africane 2018                           | -                                                                      |                                                                        |
| Totale                                                                 |                                                                        | Presenze                                                               | 5                                                                      |                                                                        | Reti                                                                   | 0                                                                      |                                                                        |

## Palmarès

### Club

#### Competizioni nazionali
- Campionato senegalese: 1

Diambars: 2012-2013